# Surfcasting

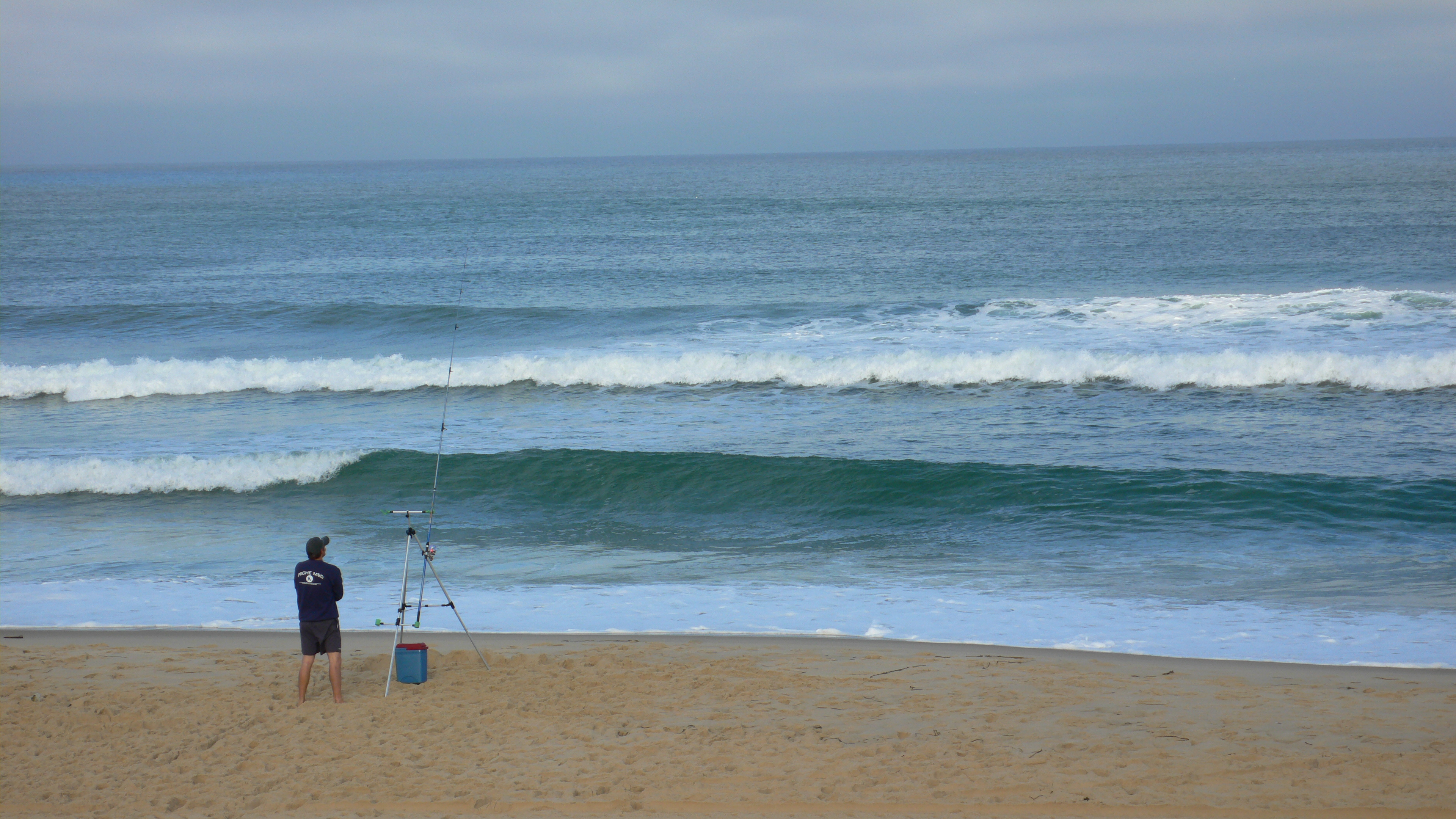
Surfcasting sull'oceano Atlantico

Il Surfcasting (lett. "lancio sull'onda") è una modalità di pesca sportiva che si effettua dalla spiaggia, con robuste canne, capaci di lanciare il complesso terminale (esca e piombo) a distanze considerevoli dalla riva.

## Origini
Questo tipo di pesca nasce nell'Oceano Atlantico ma è stata adattata con successo alle nostre coste.
La disciplina del surfcasting nella sua origine oceanica sfrutta l'andamento delle maree, le quali possono produrre, nel loro alternarsi, significative turbolenze sottomarine nei pressi della costa. Tali turbolenze, sommovendo il fondale sabbioso con moto circolare, creano una zona particolarmente ricca di cibo, dai microorganismi ad animali di taglia maggiore (anellidi e granchi), i quali sono base dell'alimentazione per i pesci 'grufolatori' e 'predatori', grandi e piccoli. Una vera e propria catena alimentare.
Nella versione mediterranea del surfcasting, le maree non sono sufficienti da sole a produrre tale turbolenza: pertanto, ci si avvale dell'ausilio delle mareggiate. Osservando il mare aperto in presenza di moto ondoso di intensità apprezzabile, si noterà come le onde inizino a "gonfiarsi" tutte nello stesso punto.
Quando la metà dell'altezza dell'onda è maggiore della profondità del mare, quello è il punto in cui inizia il vomere delle onde sul fondo e quindi, il deposito organico tipico del surfcasting. I grossi predatori, meta ambita più d'ogni altra in questa specialità, si avventurano tra quei flutti, in cerca del cibo, costituito dagli organismi dissepolti o dai pesci-esca in pascolo sul settore.
È questo il motivo per cui l'esca deve essere lanciata in prossimità dell'ultima linea dei frangenti verso il largo: fino ai 100 o più metri dalla battigia (nel caso di fondali di modesta pendenza), ma talvolta anche a pochi metri dall'arenile (nel caso di fondali digradanti rapidamente). Perciò l'attrezzatura da surfcasting è studiata per lanciare molto lontano.
Nel Mar Mediterraneo, la stagione del surfcasting va da ottobre ad aprile, periodo durante il quale le mareggiate portano allo scoperto gli organismi bentonici che costituiscono la base alimentare accumulatasi durante l'estate.

## Specialità ai Giochi mondiali
Il surfcasting è disciplina ufficiale dei Giochi mondiali sin dalla prima edizione di Santa Clara 1981. In questa prima edizione il surfcasting era una 18 discipline del programma ed assegnò ben 10 titoli in altrettante specialità (alcune delle quali poi sparite dal programma) tutte maschili. Nel dettaglio:
1. Skish mosca (Fly Accuracy)
2. Distanza mosca ad una mano (Fly Distance Single Handed)
3. Precisione peso (prova Arenberg) (Spinning Accuracy Arenberg Target)
4. Skish peso (Spinning Accuracy)
5. Distanza peso ad una mano (Spinning Distance Single Handed)
6. Distanza mosca a due mani (Fly Distance Double Handed)
7. Distanza peso a due mani (Spinning Distance Double Handed)
8. Multiplier Accuracy
9. Multiplier Distance Double Handed
10. All-Around

## Il surfcasting in Italia
In Italia spesso alla parola surfcasting viene associato il cosiddetto "surfcasting agonistico" che è uno sport facente capo alla FIPSAS (Federazione italiana pesca sportiva e attività subacquee). In verità le due discipline non sono sovrapponibili, in quanto quello agonistico viene prevalentemente svolto con mare calmo (che di conseguenza esula dal principio fondante del surfcasting), meritando quindi l'appellativo di pesca dalla spiaggia o pesca a fondo. Da quest'anno ai Giochi Mondiali di Pesca Sportiva, il termine Surfcasting viene sostituito dal nome Shore Angling, più idoneo alla pesca sulla spiaggia a mare piatto e durante l'estate, rimettendo così le cose a posto: il Surfcasting d'inverno e lo Shore Angling d'estate.